# 郵便事業千葉西ターミナル支店
郵便事業千葉西ターミナル支店（ゆうびんじぎょう ちばにしターミナルしてん、千葉西TM支店）は、かつて存在した郵便事業株式会社の一支店。

## 概要
- 2010年のペリカン便事業の統合によって設置された、ゆうパックの地域区分拠点の一つで、千葉県習志野市茜浜3丁目7-1に所在していた。

## 沿革
- 2010年（平成22年）7月1日に新設。浦安支店からゆうパックの地域区分業務を移管。
- 2012年（平成24年）2月12日 - 松戸南支店へのゆうパックの地域区分業務の移管に伴い、廃止。

## 取扱内容
- 千葉県のうち郵便番号の上2桁が26地域と27地域のゆうパックの地域区分を担当していた。